# Народоосвободителен батальон „Стив Наумов“
Народоосвободителен батальон „Стив Наумов“ е комунистическа партизанска единица във Вардарска Македония и Егейска Македония, участвала във въоръжената комунистическа съпротива във Вардарска Македония по време на Втората световна война.

## Дейност
Създаден е на 11 ноември 1943 година по заповед на Главния щаб на НОВ и ПОМ в Горна Преспа, района на Лерин. Наречен е на името на югославския партизанин Стефан Наумов – Стив. Състои се от части от Битолски народоосвободителен партизански отряд „Гоце Делчев“ и Битолско-преспански партизански отряд „Даме Груев“. В командването на батальона са следните партизани:
- Васко Карангелевски, командир и заместник-командир
- Гьоре Велковски – Косте, политически комисар
- Илия Спировски – Панде, заместник-политически комисар
- Фана Кочовска

В Преспанско дава сражения на българските гранични единици, а след това преминава в района на Дебърца на 4 декември 1943 година. Там се присъединява към Първа македонско-косовска народоосвободителна ударна бригада като пети батальон и участва в похода към Мъглен. В началото на януари 1944 година заедно с Войнишкия партизански батальон „Христо Ботев“ влиза в групата батальони на Главен щаб на НОВ и ПОМ. След това заедно с Първата македонско-косовска бригада и Втората македонска народоосвободителна ударна бригада участват в сражения в Мрежичко, подножието на Кожух планина и Паяк планина срещу български и германски части, като така нарушават комуникацията по пътя Солун-Скопие до края на януари. След това групата батальони води сражения край Конско и в Мъгленско, а през февруари се включва в така наречения Февруарски поход към Трета македонска народоосвободителна ударна бригада. През август 1944 година се влива в Седма македонска народоосвободителна ударна бригада.
- Формиране на батальона „Стив Наумов“ в Горна Преспа, 1943
- Партизани от отряда